# Гардо Родлер фон Ройтберг
Гардо Родлер фон Ройтберг (нім. Hardo Rodler von Roithberg; 14 лютого 1918, Відень — 14 лютого 1945, Північне море) — німецький офіцер-підводник, капітан-лейтенант крігсмаріне. Кавалер Німецького хреста в золоті.

## Біографія
3 квітня 1937 року вступив в крігсмаріне. До березня 1939 року проходив різноманітну підготовку, після чого призначений вахтовим офіцером на есмінець Z-20 KARL GALSTER. З жовтня 1939 року — офіцер роти 4-ї головної корабельної дивізії. В квітні-серпні 1940 року проходив курс підводника. З 14 вересня 1940 року — 2-й вахтовий офіцер на підводному човні U-96. З 1 серпня 1941 по 5 травня 1942 року — командир U-24. В червні 1942 року навчався в 1-му навчальному дивізіоні підводних човнів. З 30 червня 1942 року — командир U-71. 1 травня 1943 року направлений на будівництво U-989 і 22 липня 1943 року призначений його командиром. 14 лютого 1945 року човен був потоплений у Норвезькому морі північніше Шетландських островів (61°36′ пн. ш. 01°35′ зх. д.) глибинними бомбами британських фрегатів «Бейнтин», «Братвейт», «Лох Екк» та «Лох Данвеган». Всі 47 членів екіпажу загинули.
Всього за час бойових дій здійснив 9 походів (загалом 292 дні в морі), потопив 1 і пошкодив ще 1 корабель.
| Назва            | Тип            | Належність      | Дата           | Тоннаж (БРТ) | Екіпаж           | Вантаж                     | Статус     | Місце                                                      |
| Louis Kossuth    | вантажне судно | США             | 23 серпня 1944 | 7 176        | 402              | Війська та машини          | пошкоджено | 50°16′ пн. ш. 01°41′ зх. д. / 50.267° пн. ш. 1.683° зх. д. |
| Ashmun J. Clough | вантажне судно | Велика Британія | 26 серпня 1944 | 1 791        | 35 (16 загиблих) | 1200 т військових вантажів | потоплено  | 50°10′ пн. ш. 01°41′ зх. д. / 50.167° пн. ш. 1.683° зх. д. |

## Звання
- Кандидат в офіцери (3 квітня 1937)
- Фенріх-цур-зее (1 травня 1938)
- Обер-фенріх-цур-зее (1 липня 1939)
- Лейтенант-цур-зее (1 серпня 1939)
- Оберлейтенант-цур-зее (1 вересня 1941)
- Капітан-лейтенант (1 січня 1944)

## Нагороди
- Залізний хрест
  - 2-го класу (жовтень 1939)
  - 1-го класу (23 травня 1941)
- Нагрудний знак підводника (25 січня 1941)
- Німецький хрест в золоті (6 вересня 1944)
- Фронтова планка підводника в бронзі (жовтень 1944)